# Kinnekulle församling
Kinnekulle församling är en församling i Kålland-Kinne kontrakt i Skara stift. Församlingen ligger i Götene kommun i Västra Götalands län och ingår sedan 2014 i Götene pastorat. 

## Administrativ historik
Församlingen bildades 2002 genom sammanslagning av Kestads församling, Fullösa församling, Forshems församling, Österplana församling, Medelplana församling och Västerplana församling och utgjorde därefter till 2014 ett eget pastorat. Från 2014 ingår församlingen i Götene pastorat.

## Kyrkor
- Forshems kyrka
- Fullösa kyrka
- Hönsäters kapell
- Kestads kyrka
- Medelplana kyrka
- Västerplana kyrka
- Österplana kyrka